# Hintere Hintereisspitze
La Hintere Hintereisspitze est une montagne qui s’élève à 3 484 ou 3 485 m d’altitude dans les Alpes de l'Ötztal, en Autriche.